# Mun Joon
Mun Joon (14 juli 1982) is een Zuid-Koreaanse voormalige langebaanschaatser. Tot en met het seizoen 2010/2011 was hij actief op het internationale podium. Sindsdien doet hij nog regelmatig mee aan wedstrijden in Seoel en Calgary.

## Persoonlijke records
| Afstand      | Tijd     | Datum             | Baan           |
| ------------ | -------- | ----------------- | -------------- |
| 500 meter    | 34,43    | 16 november 2007  | Calgary        |
| 1000 meter   | 1.07,11  | 11 november 2007  | Salt Lake City |
| 1500 meter   | 1.43,87  | 11 maart 2007     | Salt Lake City |
| 3000 meter   | 3.49,21  | 23 september 2006 | Calgary        |
| 5000 meter   | 6.37,23  | 22 oktober 2001   | Calgary        |
| 10.000 meter | 14.42,76 | 3 december 2000   | Harbin         |

## Resultaten
| Jaar | WK Sprint | WK Afstanden              | Olympische Spelen   | WK Junioren |
| ---- | --------- | ------------------------- | ------------------- | ----------- |
| 2000 |           |                           |                     | NC19        |
| 2001 |           |                           |                     | Zilver      |
| 2002 |           |                           | 33e 1500m           | 6e          |
| 2003 |           | 13e 1000m 11e 1500m       |                     |             |
| 2004 | 23e       |                           |                     |             |
| 2005 |           |                           |                     |             |
| 2006 |           |                           | 24e 1000m 16e 1500m |             |
| 2007 |           | 7e 500m 5e 1000m 4e 1500m |                     |             |
| 2008 | Brons     | 4e 500m 10e 1000m         |                     |             |
| 2009 |           |                           |                     |             |
| 2010 | NS3       |                           | 19e 500m 18e 1000m  |             |
| 2011 | 8e        |                           |                     |             |

### Medaillespiegel
| Kampioenschap | Goud | Zilver | Brons |
| ------------- | ---- | ------ | ----- |
| WK Sprint     | 0    | 0      | 1     |
| WK Afstanden  | 0    | 0      | 0     |
| WK Junioren   | 0    | 1      | 0     |